# Joseph Aigner (Orgelbauer)

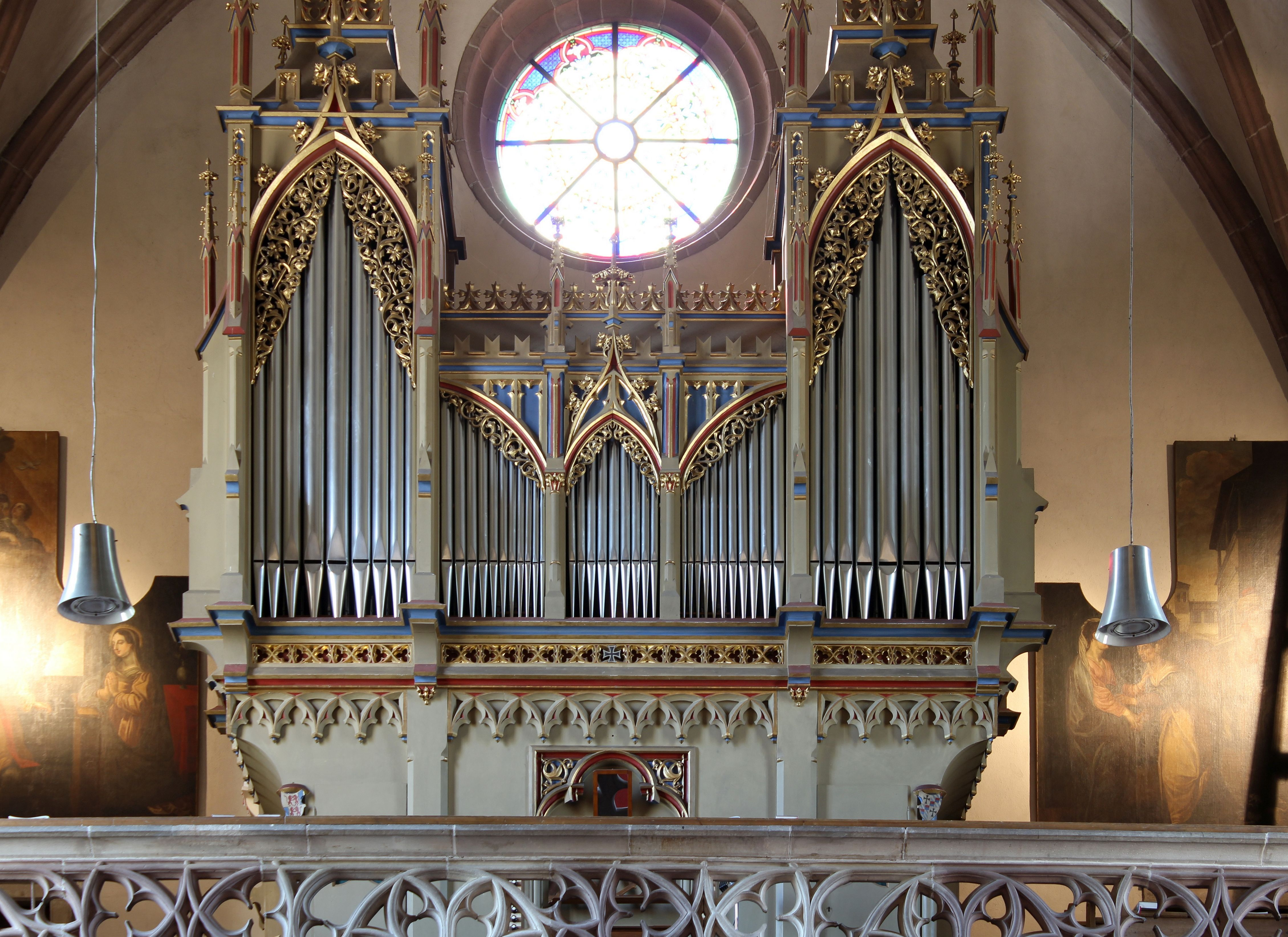
Orgel von Josef Aigner in der Pfarrkirche Niederlana

Josef Aigner (* 15. März 1809 in Gasteig; † 2. Jänner 1887 in Marling) war ein Tiroler Orgelbauer.

## Leben
Seine ersten Orgeln baute Aigner 1837 in Navis und Reith bei Seefeld. Seit 1841 wohnte er in Schwaz. Er baute und restaurierte zahlreiche Orgeln in Tirol und im heutigen Südtirol. Viele davon stehen unter Denkmalschutz.

## Orgelwerke
| Jahr    | Ort                      | Gebäude                                 | Bild | Manuale | Register | Bemerkungen                                            |
| ------- | ------------------------ | --------------------------------------- | ---- | ------- | -------- | ------------------------------------------------------ |
| 1836    | Radfeld                  | Filialkirche St. Briccius               |      | II/P    | 17       |                                                        |
| 1841    | Absam                    | Basilika St. Michael                    |      | II/P    | 23       | [ 1 ]                                                  |
| 1843    | Schwaz                   | Franziskanerkirche Schwaz               |      | II/P    | 23       |                                                        |
| 1843    | Reith bei Kitzbühel      | Pfarrkirche Reith bei Kitzbühel         |      | II/P    | 17       | Orgelgehäuse erhalten, 1937 Umbau durch Dreher & Flamm |
| 1847/48 | Reutte                   | Franziskanerkirche Reutte               |      | II/P    | 22       | nicht erhalten                                         |
| 1849    | Reith im Alpbachtal      | Pfarrkirche Reith im Alpbachtal         |      | II/P    | 16       | Gehäuse erhalten, seit 1930 Orgel von Karl Reinisch    |
| 1851    | Zirl                     | Pfarrkirche Zirl                        |      | II/P    | 30       | 1948/49 und 1981 jeweils Umbau                         |
| 1852/53 | Bozen-Gries              | Alte Pfarrkirche Gries                  |      | I/P     | 12       |                                                        |
| 1858    | Brixen                   | Pfarrkirche St. Michael (Brixen)        |      | II/P    | 27       |                                                        |
| 1863    | Andrian                  | Pfarrkirche St. Valentin                |      | I/P     | 12       | Gehäuse erhalten, seit 2006 Orgel von Metzler Orgelbau |
| 1865    | Mals                     | Abtei Marienberg                        |      | III/P   | 32       | in Burgeis                                             |
| 1867    | Lana                     | Kapuzinerkirche (Lana)                  |      | II/P    | 16       |                                                        |
| 1868    | Meran                    | Spitalkirche zum Heiligen Geist (Meran) |      | I/P     | 12       |                                                        |
| 1869/70 | Weerberg                 | Neue Pfarrkirche                        |      | II/P    | 20       |                                                        |
| 1870/71 | Stans                    | Abtei St. Georgenberg-Fiecht            |      | I/P     | 15       | in Vomp                                                |
| 1872    | Völlan                   | St. Severin (Völlan)                    |      | I/p     | 12       | →                                                      |
| 1872/73 | Tisens                   | Mariä Himmelfahrt                       |      | II/P    | 24       |                                                        |
| 1875    | Lana                     | Mariä Himmelfahrt (Lana)                |      | II/P    | 19       | [ 4 ]                                                  |
| 1876    | St. Leonhard in Passeier | Pfarrkirche St. Leonhard                |      | II/P    | 19       | [ 5 ]                                                  |
| 1877    | Altrei                   | St. Katharina                           |      | I/P     | 14       |                                                        |
| 1878    | Achenkirch               | Pfarrkirche Achenkirch                  |      | II/P    | 19       | durch Franz Reinisch II. verändert                     |
| 1879    | Wengen (Südtirol)        | Neue Pfarrkirche                        |      | II/P    | 16       |                                                        |
| 1881    | Lana                     | St. Peter (Lana)                        |      | I/P     | 10       | [ 6 ]                                                  |
| 1881    | Schlanders               | Pfarrkirche Schlanders                  |      | II/P    | 24       | Gehäuse erhalten                                       |
| 1884    | Lana                     | Kapuzinerkirche (Lana)                  |      | II/P    | 16       |                                                        |
| 1886    | St. Martin im Kofel      | St. Martin                              |      | I/P     | 8        |                                                        |

weitere Umbauarbeiten:
- 1841 Umbau Basilika St. Michael (Absam)[7]
- 1855 La Pli de Mareo / Enneberg Pfarre